# سینگ بله می‌گوید
سینگ بله می‌گوید (به هندی: Singh Is Bliing) فیلمی محصول سال ۲۰۱۵ و به کارگردانی پرابو دوا است. در این فیلم بازیگرانی همچون آکشی کومار، ایمی جکسون، کی کی منون، لارا دوتا، کونال کاپور، راتی آگنیهوتری ایفای نقش کرده‌اند.